# 14e Congrès des Philippines
Le 14e Congrès des Philippines (Ikalabing-apat na Kongreso ng Pilipinas en filipino) était la législature nationale de la République des Philippines du 23 juillet 2007 au 9 juin 2010. La législature philippine comprend le Sénat et la Chambre des représentants. La convocation du 14e Congrès a suivi les élections générales de 2007 où la moitié des sénateurs et l'ensemble des représentants ont été remplacées. Il s'agissait de l'année du centenaire de la législature philippine. Le 14e Congrès s'est terminé avec la tenue des élections générales de 2010.

## Histoire
Le 14e Congrès a tenu sa première session régulière du 23 juillet 2007 au 13 juin 2008.

## Composition
|  | Parti                         | Sénat | Chambre des représentants |
|  | ----------------------------- | ----- | ------------------------- |
|  | Bagumbayan–VNP (en)           | 1     | 0                         |
|  | LDP                           | 1     | 1                         |
|  | Lakas-CMD                     | 4     | 119                       |
|  | Lapiang Manggagawa (en)       | 0     | 0                         |
|  | Lingkod Taguig                | 0     | 1                         |
|  | Parti libéral                 | 4     | 31                        |
|  | Parti nationaliste            | 3     | 25                        |
|  | NPC                           | 1     | 30                        |
|  | PDP–Laban                     | 1     | 2                         |
|  | PPR (en)                      | 1     | 0                         |
|  | PMP                           | 2     | 3                         |
|  | Indépendant                   | 5     | 53                        |
|  | Représentants sectoriels (en) | s.o.  | 53                        |
|  | Vacants                       | 1     | 4                         |
|  | Total                         | 24    | 272                       |

### Leadership
| Position                                       | Nom                                                                        | Parti                     |
| Sénat                                          | Sénat                                                                      | Sénat                     |
| ---------------------------------------------- | -------------------------------------------------------------------------- | ------------------------- |
| Président du Sénat (en)                        | Manuel Villar (en) Juan Ponce Enrile (élu le 17 novembre 2008)             | Parti nationaliste PMP    |
| Président pro tempore du Sénat (en)            | Jinggoy Estrada (en)                                                       | PMP                       |
| Chef de la majorité (en)                       | Juan Miguel Zubiri (en)                                                    | Lakas-Kampi-CMD           |
| Chef de la minorité (en)                       | Quilino Q. Pimentel, Jr. (en)                                              | PDP-Laban                 |
| Chambre des représentants                      |                                                                            |                           |
| Président de la Chambre des représentants (en) | Jose C. de Venecia, Jr. (en) Prospero Nograles (en) (élu le 5 février 2008 | Lakas-CMD Lakas-Kampi-CMD |
| Présidents adjoints (en)                       | Luzon : Arnulfo P. Fuentebella (en)                                        | NPC                       |
| Présidents adjoints (en)                       | Luzon-Centre : Eric D. Singson                                             | Lakas-CMD                 |
| Présidents adjoints (en)                       | Visayas : Raul V. del Mar (en)                                             | BO-PK (en)/Libéral        |
| Présidents adjoints (en)                       | Visayas-Centre : Pablo P. Garcia (en)                                      | Lakas-Kampi-CMD           |
| Présidents adjoints (en)                       | Mindanao : Simeon A. Datumanong (en)                                       | Lakas-Kampi-CMD           |
| Présidents adjoints (en)                       | Femme : Ma. Amelita Villarosa (en)                                         | Lakas-Kampi-CMD           |
| Chef de la majorité (en)                       | Arthur D. Defensor, Sr. (en)                                               | Lakas-Kampi-CMD           |
| Chef de la minorité (en)                       | Ronaldo B. Zamora (en)                                                     | Parti nationaliste        |

## Annexe